# Balkenblase
Balkenblase (Trabekelblase, (Pseudo)divertikelblase) ist ein Fachausdruck aus der Medizin. Man bezeichnet damit eine Veränderung der Harnblase, die bei erschwerter Harnentleerung auftritt.
Es kommt zu einer balkenartigen Verdickung (Hypertrophie) der Muskulatur, zu einer unregelmäßigen Innenkontur und wahrscheinlich auch zum vermehrten Auftreten von Harnblasendivertikeln. Die Blase ist in diesem Zustand nicht mehr voll kontraktionsfähig.

Computertomographie des Beckens. In der Mitte ist die mit Kontrastmittel gefüllte Harnblase erkennbar. Die Harnblasenwand ist verdickt und weist mehrere rundliche Ausstülpungen (Divertikel) auf

Besonders häufig tritt die Balkenblase bei Männern auf, deren Prostata sich mit zunehmendem Alter vergrößert und die Harnröhre abdrückt. Da dieser Vorgang langsam über Monate und Jahre abläuft, hat die Harnblase Zeit, sich durch eine Verstärkung der Muskulatur darauf einzustellen. Meist wird dieser Vorgang nicht bemerkt, da er keine Schmerzen bereitet und die Harnentleerung nur etwas verlangsamt ist. Erst wenn andere Probleme, wie eine Restharnbildung und vermehrte Harnwegsinfekte oder ein Nierenaufstau dazukommen, wird das zugrundeliegende Problem sichtbar und behandlungsbedürftig.
Auch andere Mechanismen der erschwerten Harnblasenentleerung können zu einer Balkenblase führen. Sie kann auch bei Frauen und auch schon bei Kindern auftreten. Ist die Ursache beseitigt, kann sie sich auch wieder zurückentwickeln.

## Diagnose
- Erfragung der Beschwerden
- Ultraschall der Harnblase, Prostata und Nieren
- Überprüfung der Miktion mittels Röntgenkontrastmittel
- Zystoskopie
- CT oder NMR
- rektaler Ultraschall der Prostata

## Therapie
- das Wachstum der Prostata verlangsamende Medikamente
- die Miktion erleichternde Medikamente
- Blasenkatheter
- Resektion der Prostata (TURP)